# Uziel Gal
Uziel "Uzi" Gal (hebreo: עוזיאל "עוזי" גל), nacido como Gotthard Glas (15 de diciembre de 1923 - 7 de septiembre de 2002), fue un diseñador de armas israelí de origen alemán, famoso por haber diseñado el subfusil Uzi.

## Biografía
Gal nació en Weimar, Alemania. Cuando los nazis llegaron al poder en 1933, él se mudó primero al Reino Unido y posteriormente, en  1936, al kibutz Yagur en el Mandato Británico de Palestina, donde cambió su nombre a Uziel Gal. En 1943 fue arrestado por porte ilegal de armas y sentenciado a 6 años de prisión. Sin embargo, fue indultado y liberado en 1946, cumpliendo menos de la mitad de la sentencia.
Gal empezó a diseñar el subfusil Uzi en 1948, al poco tiempo de terminada la guerra árabe-israelí de 1948. En 1951 fue oficialmente adoptado por las Fuerzas de Defensa de Israel y llamado Uzi por su creador. Gal no quiso que el arma fuese llamada a partir de su nombre, pero su petición fue ignorada. En 1955, se le otorgó el rango de Tzalash HaRamatkal y en 1958, Gal fue la primera persona en recibir el Premio a la Defensa de Israel, otorgado por el primer ministro de Israel David Ben-Gurion por su labor con el subfusil Uzi. 
Gal se retiró de las Fuerzas de Defensa de Israel en 1975, mudándose al año siguiente a Filadelfia, Pensilvania, para que su hija Tamar, que tenía un grave daño cerebral, pudiese recibir atención médica especial. 
A comienzos de la década de 1980, Gal participó en la creación del subfusil Ruger MP9.
Gal continuó su labor como diseñador de armas de fuego hasta su muerte, acaecida en 2002 debido al cáncer. Su cadáver fue llevado de vuelta a Yagur, Israel, para ser enterrado.